# マルティン・ディベリウス

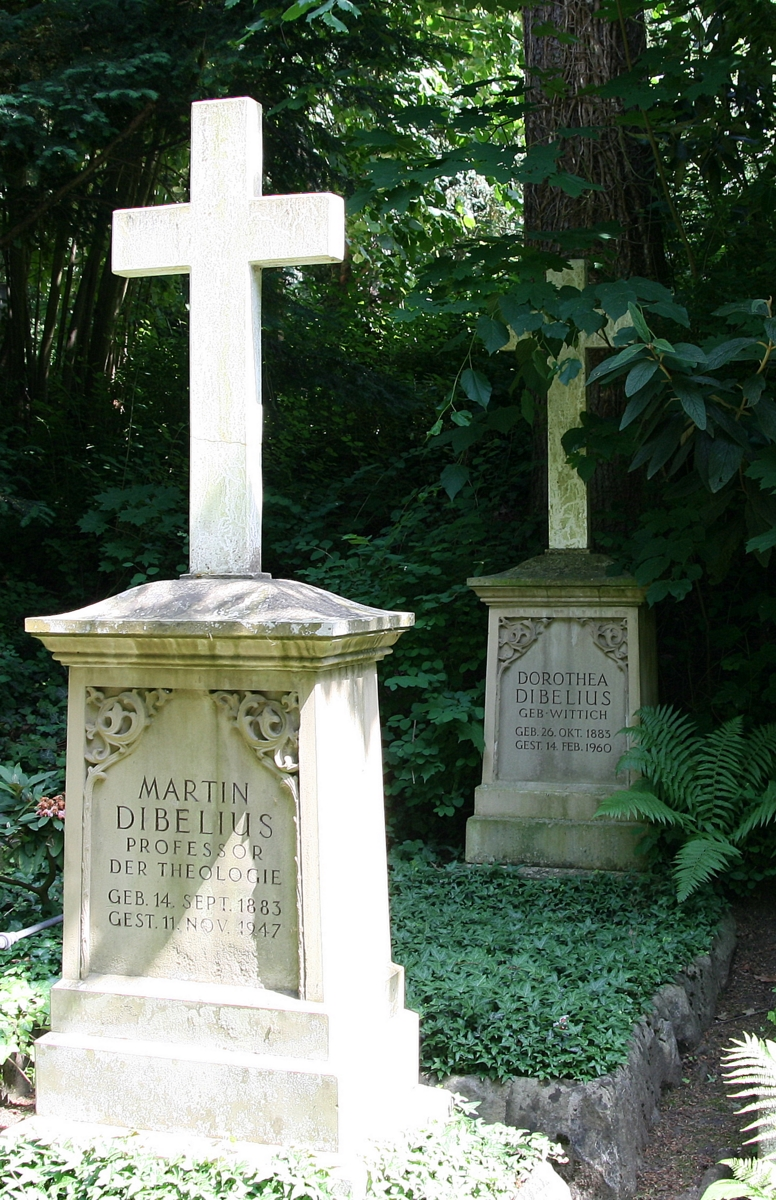
ハイデルベルクにあるディベリウスの墓所

マルティン・ディベリウス（Martin Dibelius, 1883年9月14日 - 1947年11月11日）は、ドイツの神学者。新約聖書批評学の先駆者である。マルチン・ディベリュースとも表記される。
ドレスデンに生まれ、ルドルフ・ブルトマンと共にヘルマン・グンケルの下で新約聖書学を学ぶ。
多くの大学で学んだのちに、ハイデルベルク大学で新約聖書釈義の教授に就任する。1919年に「福音書の様式史的研究」(Die Formgeschichte des Evangelium) を著し、ここから様式史的批評という言葉が生まれた。ブルトマンが1921年に「共観福音書伝承の歴史」を著して、ディベリウスよりも広い影響を持つようになり、様式史研究という分野が発展した。ハイデルベルクにて没した。